# 奥伯韦勒-蒂芬巴赫
奥伯韦勒-蒂芬巴赫是德国莱茵兰-普法尔茨州的一个市镇。总面积3.21平方公里，总人口295人，其中男性145人，女性150人（2011年12月31日），人口密度92人/平方公里。